# Lijst van personen uit Como
Deze chronologische lijst van personen uit Como bevat mensen die in deze Italiaanse stad zijn geboren.

## Geboren in Como

### Voor 1900

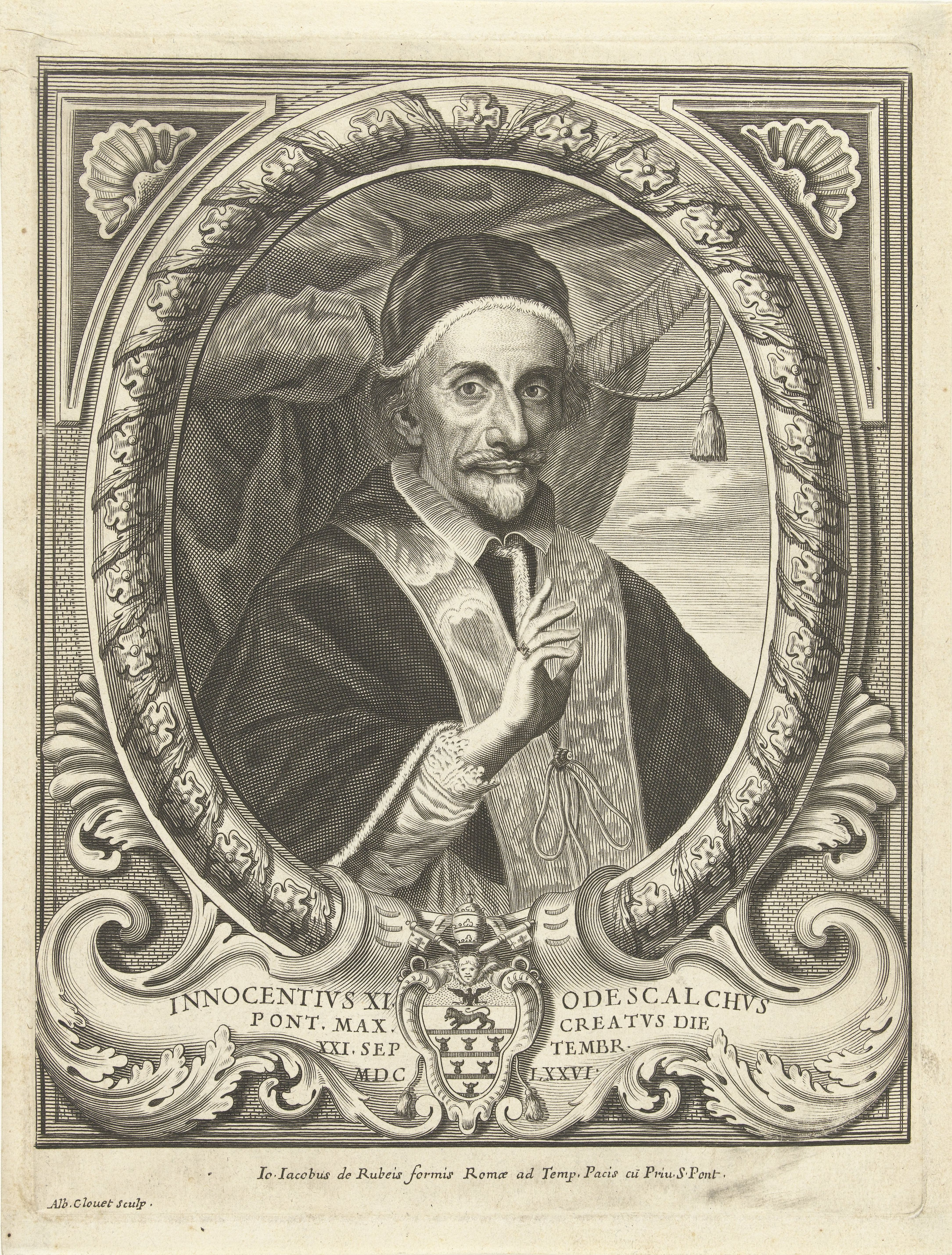
Paus Innocentius XI (1611-1689)

- Plinius de Oudere (waarschijnlijk 23 - 79 n.C.), militair en letterkundige
- Plinius de Jongere (61 of 62 - 113 n.C.), politicus en letterkundige
- Paolo Giovio (1483-1552), arts, historicus en biograaf
- Ercole Ferrata (1610-1686), beeldhouwer (barok)
- Paus Innocentius XI (1611-1689), geboren als Benedetto Odescalchi
- Alessandro Volta (1745-1825), natuurkundige, uitvinder van de elektrische batterij en naamgever van de natuurkundige eenheid volt
- Manuel Ortiz de Zárate (1887-1946), Chileensé schilder

### 1900–1949
- Carla Porta Musa (1902-2012), schrijfster
- Gianni Leoni (1915-1951), motorcoureur
- Francesco Conconi (1935), sportarts
- Emilio Gabaglio (1937-2024), vakbondsbestuurder

### 1950–1999
- Gabriele Oriali (1952), voetballer
- Massimiliano Papis (1969), Formule 1-coureur
- Fabio Casartelli (1970-1995), wielrenner
- Davide Roda (1972), autocoureur
- Diego De Ascentis (1976), voetballer
- Gianluca Zambrotta (1977), voetballer
- Massimo Mutarelli (1978), voetballer
- Adelia Marra (1979), schaatsster
- Anna Cappellini (1987), kunstschaatsster
- Claudio Corti (1987), motorcoureur
- Andrea Colombo (1990), voetbalscheidsrechter
- Andrea Roda (1990), autocoureur
- Patrick Cutrone (1998), voetballer